# جولان ابراهیم‌اف
جولان ابراهیم‌اف (زاده ۱۹۹۰) بازیکن فوتبال ازبکستانی که هم‌اکنون در بنیادکار بازی می‌کند.